# Mnesarete fuscibasis
Mnesarete fuscibasis – gatunek ważki z rodziny świteziankowatych (Calopterygidae).